# Шпионинът, който ме обичаше
„Шпионинът, който ме обичаше“ е десетият филм от поредицата за Джеймс Бонд и третият с Роджър Мур в ролята на агент 007. Сценарият е оригинален и няма почти никаква връзка с едноименния роман на Иън Флеминг от 1962 г.

## Сюжет
Внимание:  Текстът по-долу разкрива сюжета на произведението (или части от него)!
В Северно море изчезва съветска ядрена подводница. Съветското разузнаване започва разследване и ръководителят на КГБ, генерал Анатолий Гогол, изпраща най-добрия си агент – майор Ана Амасова (агент „Трите Хикса“). В Египет, тя трябва да открадне планове за откриване на подводници, но тук тя е изправена пред агент на МИ-6 Джеймс Бонд, който също е изпратен за тези документи. Бонд и Амасова са нападнати от огромен наемен убиец с прякор „Челюсти“. Убиецът е изпратена от милионера Карл Стромберг, който е ръководител на заговора срещу човечеството.
Стромберг е обсебен от идеята за изграждане на „по-добър свят“, който ще се намира в океаните. За осъществяването на лудия си план Стромберг ще използва откраднати ядрени ракети, с които да провокира Трета световна война между СССР и Запада, с което да „очисти Земята от хората“. МИ-6 и КГБ работят заедно, за да предотвратят катастрофата. Топ агентите – Джеймс Бонд и Ана Амасова – започват да издирват Стромберг. Между агент 007 и очарователната Ана неочаквано възниква любовна връзка.
... Оказва се, че преди известно време, по време на приключението в Алпите, Джеймс Бонд, бягайки от преследвачите си, убива един офицер от КГБ. Докато говори с Амасова Бонд разказва за този случай, и тя разбира, че Бон е убил нейния бивш приятел. Като истински професионалист, майор Амасова не дава отдушник на гнева си, докато не изпълни поставената ѝ задача. Но след като унищожи Стромберг, Амасова се заклева да убие Бонд. Агент 007 трябва отново да спаси света, знаейки, че може да очаква смъртта си от жената, която е в близост до него…

## В ролите
| Актьор          | Роля                                                                                          |
| --------------- | --------------------------------------------------------------------------------------------- |
| Роджър Мур      | Джеймс Бонд                                                                                   |
| Барбара Бах     | Ана Амасова, майор на КГБ, агент „Трите Хикса“                                                |
| Гърд Юргенс     | Карл Стромберг, милионер, който иска да създаде нов свят в Океаните                           |
| Ричард Кил      | Убиеца по прякор „Челюсти“ (Jaws)                                                             |
| Бернард Ли      | „М“, шефът на МИ-6                                                                            |
| Лоис Максвел    | мис Мънипени, секретарка на „М“                                                               |
| Десмонд Левелин | Q, началник на технически отдел на МИ-6, създател на много невероятни устройства за агент 007 |
| Джефри Кин      | Фредерик Грей, министър на отбраната на Обединеното кралство                                  |
| Уолтер Готел    | генерал Гогол, ръководител на КГБ                                                             |
| Каролин Мънро   | Наоми, личен пилот на Стромберг                                                               |
| Милтън Рийд     | Сандър, бодигард на Стромберг                                                                 |
| Робърт Браун    | Вицеадмирал Харгрийвс, командир на Британската подводна флотилия                              |

## Музика на филма
Малко преди началото на снимките на „главния“ композитор на „бондиана“ Джон Бари има сериозни проблеми с данъчните власти на Обединеното кралство и в резултат на това производителят Aлбърт Броколи не кани Бари за проекта, поради страх от скандал. За създаването на саундтрака и написването на „главната“ песен е поканен известния американския композитор Марвин Хамлиш. „Главната“ песен се изпълнява от американската певица Карли Саймън.
„Nobody Does It Better“ е една от най-добрите в историята на „бондиана“. През 2004 г. тя е включен в списъка на „100-те най-добри песни на Холивуд“ (№67) на Американския филмов институт. Песента звучи и в много други филми: „Мистър и мисис Смит“, „Черното тефтерче“, „Бриджит Джоунс: на ръба на разума“, и във филма „Изгубени в превода“, където главният герой (в ролята Бил Мъри) пее „Nobody Does It Better“ на „караоке“. Песента е уникална в това, че е първата „главна“ песен от „бондиана“, името на която не съвпада със заглавието на филма.
В допълнение към саундтрака създаден от Хамлиш, режисьорът Луис Гилбърт широко използва във филма класическа музика. Така например, в ужасната сцена, когато акула разкъсва Наоми, асистент на Стромберг, злодеят радва на магическа музика на Бах – „Ария на струна G“. По-късно, по време на изкачването на подводницата на Стромберг от океана до повърхността, тя звучи „Piano Concerto №21“ на Моцарт.

## Интересни факти
- Географията на снимките е доста обширна: Лондон, Сардиния, Малта, Шотландия, Швейцария, Испания, Португалия, Египет, Бахамски острови, и Бафинова земя (Канада).
- Продуцентът на „бондиана“ Албърт Броколи дълго време избира режисьор за филма. Той предлага на Стивън Спилбърг, но по това време той е бил зает на снимачната площадка на легендарния си филм „Челюсти“. После Броколи се обръща към режисьора Гай Хамилтън, който преди това прави 4 филма на „бондиана“. Хамилтън се съгласява, но скоро напуска проекта, тъй като е бил помолен да стане режисьор на филма „Супермен“. Хамилтън напуска „бондиана“, но по ирония на съдбата „Супермен“ не е режисиран от него, а от Ричард Донър. В резултат на края Броколи спира на кандидатурата на Луис Гилбърт, режисьор на четвъртия филм на „бондиана“ („Човек живее само два пъти“).
- Актьорът Робърт Браун, който играе вицеадмирал Харгрийвс, играе по-късно ролята на „M“, шеф на МИ-6, в четири филма на „бондиана“.
- „Главен“ злодей на филма е трябвало да бъде „легендарния“ ръководител на СПЕКТЪР – Ернст Ставро Блофелд. Въпреки това, Кевин Маклори, собственик на филмовите права на романа „Операция “Мълния" и бъдещ сценарист на филма „Никога не казвай никога“, заплашва, че ще започне съдебно производство срещу създателите на „бондиана“. Маклори твърди, че имената „Блофелд“ и „СПЕКТЪР“ могат да се използват само във филмите на друга компания. Не искайки да се замесва в съдебни спорове, Броколи се отказва и злодея „Блофелд“ бързо е преименуван на „Стромберг“.
- Според известния сценарист на „бондиана“ Том Манкевич, Катрин Деньов наистина иска да играе във филма и е готова да намали обичайната си такса от 400 хиляди долара и да участва за 250 000, но Броколи предлага на звездата на френския екран само 80 000 $, и, разбира се, Деньов отказва.
- В този филм се появява за първи най-високият изпълнител в историята на „бондиана“ – Ричард Кил, който играе ролята на огромния наемен убиец със стоманените зъби, по прякор „Челюсти“. Ръстът на актьора е 2 м и 18 см!
- За подводното заснемане на комбинираната „кола на Бонд“ са били използвани седем различни модела. Единият от моделите на колата е истинска малка подводница, плаваща с помощта на електрически двигатели. В някои епизоди оператор използва таблетки „Alco-Seltzer“, за да се виждат в кадъра въздушни мехурчета.
- Според Кен Адам, дизайнер на продукция на филм, при създаването на интериора на офиса на генерал Гогол, той е намерил вдъхновение в творбите на Сергей Айзенщайн.